# Lambert Sprengepiel
Lambert Sprengepiel (* ?; † um 1658/1664) war ein Rittmeister im Dreißigjährigen Krieg und ist eine Sagengestalt in Vechta.

## Geschichte
Rittmeister Sprengepiel befehligte im späten Dreißigjährigen Krieg auf kaiserlicher Seite eine freie Kompanie mit 81 Söldnern und kämpfte gegen die Schweden. Er lebte von 1640 bis etwa 1658/1664 in Vechta und kaufte dort 1643 das Gut Falkenrott.

## Sage
In der Sage hat Sprengepiel (oder auch Sprengepyl) den Rang eines Obersts und ist mit dem Teufel im Bunde, der ihn und seine Leute bei Gefahr in Büsche verwandelt, damit die Schweden sie nicht entdecken. Nach seinem Tod ist Sprengepiel dazu verdammt, in der Gestalt eines großen schwarzen Kettenhundes mit glühenden Augen nachts in Vechta zu spuken.
Die Sage hat der Historiker und Politiker Carl Heinrich Nieberding (1779–1851) erstmals 1853 in den Osnabrücker Mitteilungen veröffentlicht. Weitere Fassungen von Ludwig Strackerjan (1825–1881), Elisabeth Reinke (1882–1981), Franz Kramer (1902–1978) u. a. folgten.

## Darstellungen und Bezeichnungen
Auf dem Vechtaer Notgeld aus dem Jahre 1922 finden sich bildliche Darstellungen der Sprengepiel-Sage.
1981 wurde in Vechta die Sprengepiel-Bronzeplastik aufgestellt, die einen Hund mit fletschenden Zähnen darstellt und von dem Bildhauer Bernhard Kleinhans (1926–2004) aus Sendenhorst bei Münster geschaffen wurde.
Außerdem gibt es in Vechta die Straßenbezeichnungen Sprengepielstraße und Sprengepielplatz.

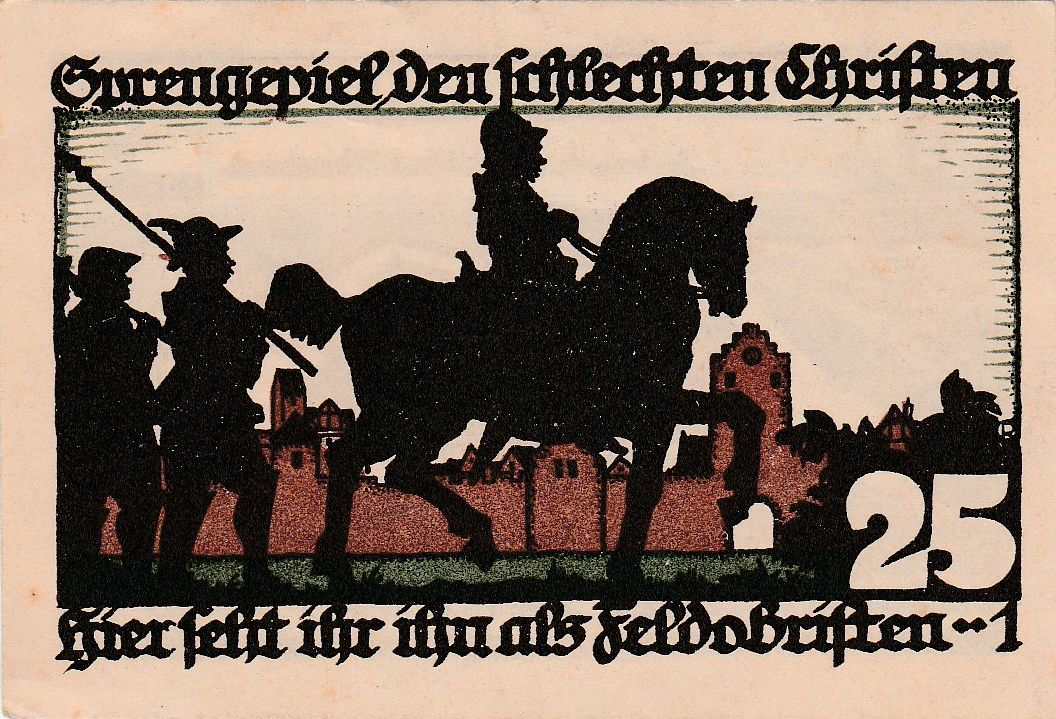
Notgeldschein 1922 Bild 1
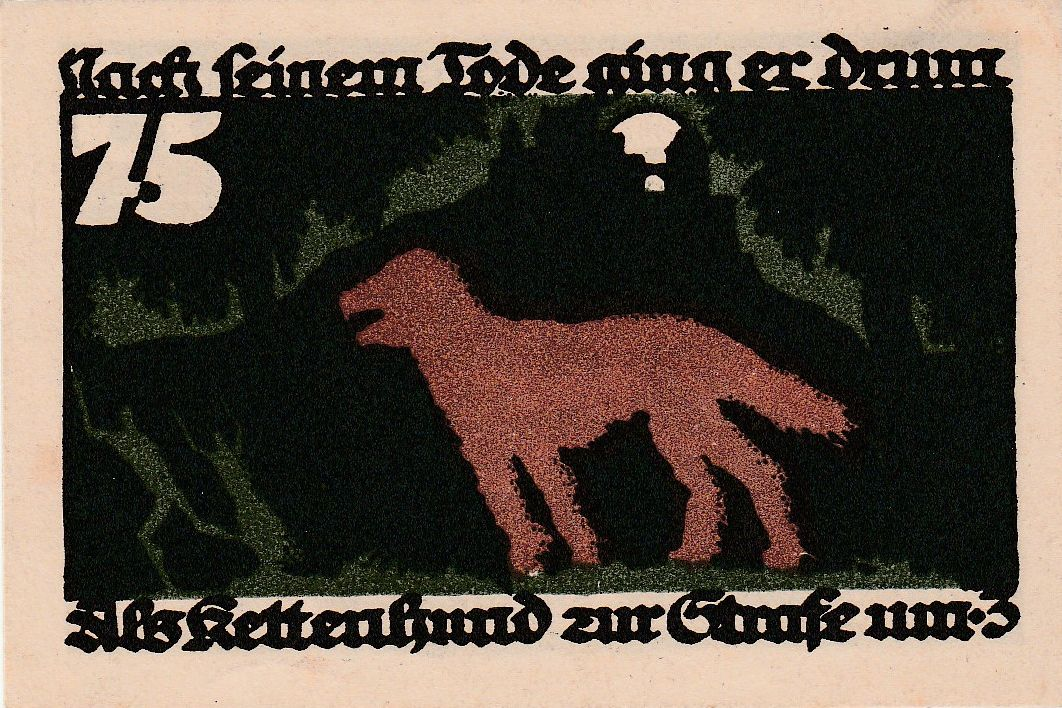
Notgeldschein 1922 Bild 3
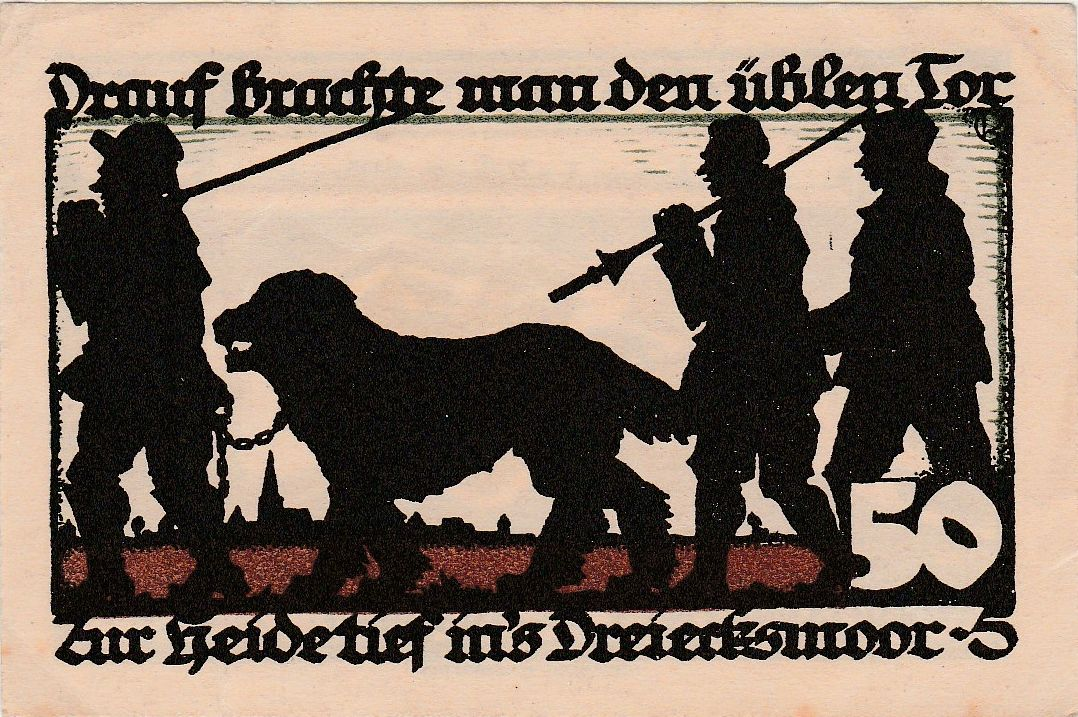
Notgeldschein 1922 Bild 5
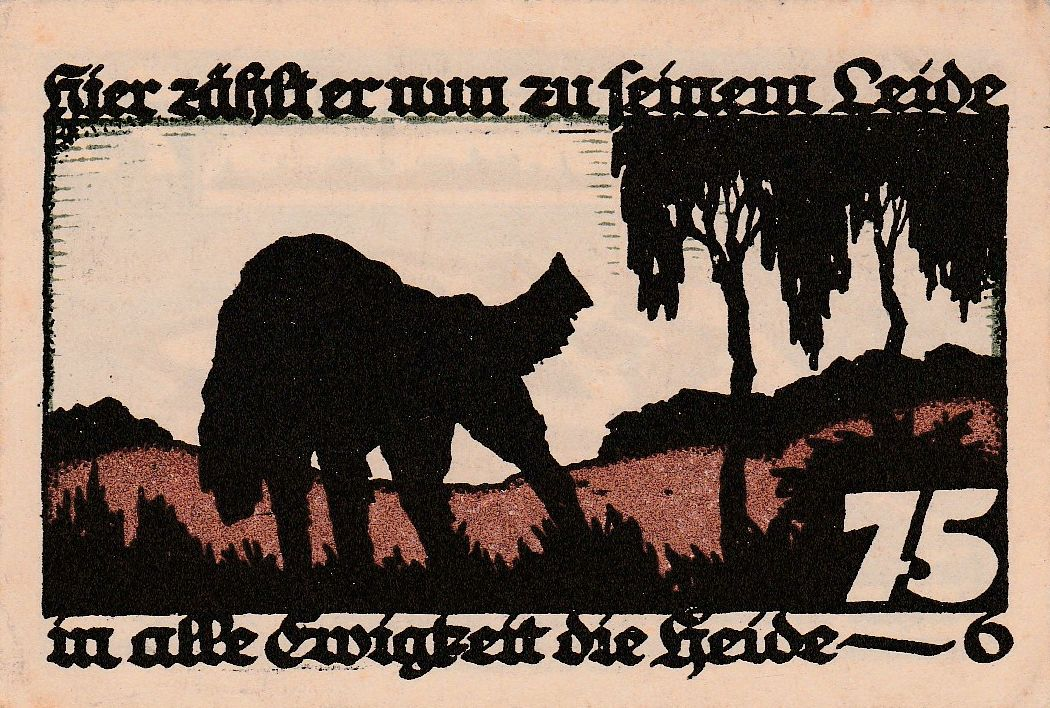
Notgeldschein 1922 Bild 6